# Андриамахицинуру, Каролюс
Шарль Каролюс Андриамахицинуру (малаг. Charles Carolus Andriamahitsinoro; род. 6 июля 1989, Махадзанга, Боэни) — мадагаскарский и алжирский футболист, выступающий за саудовский клуб «Наджран». Выступал за сборную Мадагаскара.

## Клубная карьера
Воспитанник клуба «Академия Ни Анцика», в котором и начинал профессиональную карьеру. В 2010 году играл за «Жапан Актюэль», откуда перебрался в алжирский клуб «Параду». 31 января 2011 года Каролюс на правах аренды подписал контракт с алжирским клубом «ВА Тлемсен». 19 марта 2011 года он дебютировал за клубе в стартовом составе клуба в матче чемпионата Алжира против «УСМ Аннаба», забив гол на 90-й минуте игры. 28 мая 2012 года он подписал контракт с алжирским клубом «УСМ Алжир», однако в дебютном сезоне он пропустил 9 месяцев из-за серьёзной травмы колена. За «УСМ Алжир» в общей сложности Каролюс провёл 132 игр, в которых отметился 20 забитыми мячами, завоевав 6 титулов и считается самым титулованным иностранным игроком в истории клуба. В 2017 году через 5 лет пребывания в клубе он ушёл после истечения контракта. Фанаты жаловались на его уход, тем более, что они привыкли к нему, и они считали его алжирцем. Тем не менее, они пожелали ему успехов в оставшейся части его карьеры.

## Карьера в сборной
Игрок сборной Мадагаскара с 2009 года. В марте 2011 года Каролюс был вызван в олимпийскую сборную Мадагаскара на отборочный матч к Играм в Лондоне 2012 против Алжира. Андриамахицинуру был включён в состав сборной Мадагаскара на Кубок африканских наций 2019. В первом матче против Гвинеи он забил гол на 55-й минуте, а команды сыграли вничью со счётом 2:2. В третьем матче против Нигерии забил второй мяч и вывел сборную Мадагаскара в 1/8 финала. В матче 1/8 финала его гол на 77-й минуте матча в ворота ДР Конго помог сборной выйти вперёд, однако матч завершился ничьей и его команда сумела оформить выход в четвертьфинал только в серии послематчевых пенальти.

## Достижения

### Командные
«УСМ Алжир»
Чемпион Алжира: (2)
- 2013/14; 2015/16

Обладатель Кубка Алжира:
- 2013

Обладатель Суперкубка Алжира:
- 2013, 2016

Обладатель Арабской лиги чемпионов:
- 2013

## Личная жизнь
Андриамахицинуру в 2013 году принял ислам, также он изменил свое имя Каролюс на Ислам, затем он женился на алжирской девушке, у пары родился сын. Андриамахицинуру также имеет алжирское гражданство.